# NGC 1835
NGC 1835 је расејано звездано јато у сазвежђу Златна риба које се налази на NGC листи објеката дубоког неба.
Деклинација објекта је - 69° 24' 15" а ректасцензија 5h 5m 5,7s. Привидна величина (магнитуда) објекта NGC 1835 износи 10,6 а фотографска магнитуда 11,3. NGC 1835 је још познат и под ознакама ESO 56-SC58.